# أندرو غور (سياسي)
أندرو غور هو دبلوماسي وسياسي بريطاني، ولد في 1944.